# Famille d'Agrain des Ubas
Pour les articles homonymes, voir Famille d'Agrain.
 (mai 2024).
La mise en forme du texte ne suit pas les recommandations de Wikipédia : il faut le « wikifier ».
Les points d'amélioration suivants sont les cas les plus fréquents. Le détail des points à revoir est peut-être précisé sur la page de discussion.
- Les titres sont pré-formatés par le logiciel. Ils ne sont ni en capitales, ni en gras.
- Le texte ne doit pas être écrit en capitales (les noms de famille non plus), ni en gras, ni en italique, ni en « petit »…
- Le gras n'est utilisé que pour surligner le titre de l'article dans l'introduction, une seule fois.
- L'italique est rarement utilisé : mots en langue étrangère, titres d'œuvres, noms de bateaux, etc.
- Les citations ne sont pas en italique mais en corps de texte normal. Elles sont entourées par des guillemets français : « et ».
- Les listes à puces sont à éviter, des paragraphes rédigés étant largement préférés. Les tableaux sont à réserver à la présentation de données structurées (résultats, etc.).
- Les appels de note de bas de page (petits chiffres en exposant, introduits par l'outil «  Source ») sont à placer entre la fin de phrase et le point final[comme ça].
- Les liens internes (vers d'autres articles de Wikipédia) sont à choisir avec parcimonie. Créez des liens vers des articles approfondissant le sujet. Les termes génériques sans rapport avec le sujet sont à éviter, ainsi que les répétitions de liens vers un même terme.
- Les liens externes sont à placer uniquement dans une section « Liens externes », à la fin de l'article. Ces liens sont à choisir avec parcimonie suivant les règles définies. Si un lien sert de source à l'article, son insertion dans le texte est à faire par les notes de bas de page.
- La présentation des références doit suivre les conventions bibliographiques. Il est recommandé d'utiliser les modèles {{Ouvrage}}, {{Chapitre}}, {{Article}}, {{Lien web}} et/ou {{Bibliographie}}. Le mode d'édition visuel peut mettre en forme automatiquement les références.
- Insérer une infobox (cadre d'informations à droite) n'est pas obligatoire pour parachever la mise en page.

Pour une aide détaillée, merci de consulter Aide:Wikification.
Si vous pensez que ces points ont été résolus, vous pouvez retirer ce bandeau et améliorer la mise en forme d'un autre article.
La famille d'Agrain des Ubas est une famille noble du Vivarais dont la filiation suivie remonte  au XIVe siècle. Elle s'éteint en 1828.

## Histoire

### Origines
Filiation :
La famille d'Agrain des Ubas remonte sa filiation à Béraud d'Agrain, seigneur des Ubas à Saint-Étienne-de-Lugdarès en Vivarais (Ardèche) qui épouse le 10 juillet 1365 Catherine de Vernon,.
En Vivarais il n y a jamais eu de château d'Agrain tandis que dans le Velay il en existait un dès le XIIIe siècle :
Liens établies avec les seigneurs de Solignac dans le Velay:
Ainsi, Raymond de SOLIGNAC (1215-?), qui est le fils de Guillaume de SOLIGNAC (?-1286), est Seigneur des UBAS: sa fille, Cécile de SOLIGNAC (1254-1306) épouse Eustache III d'AGRAIN (1254-1296). Ensuite, leur fille, Alix Hélise de CHASTEL-VIELH, née en 1306, à CHATEAUVIEUX, épouse Régordon de SOLIGNAC, né en 1306, à UBAS. Il est Seigneur des UBAS, et de LUC, et un des successeurs de Pierre de SOLIGNAC. De ce mariage, naît en 1336, un fils, Pierre, qui décède à vingt-cinq ans, la même année que son père, en 1361, âgé lui de cinquante-cinq ans. C'est l'arrêt de la descendance mâle.
Par testament, Alix transmet à Béraud les possessions de la branche cadette des SOLIGNAC. Ainsi, Béraud est institué par Pierre de SOLIGNAC, héritier universel de la Maison de SOLIGNAC. Il réunit les biens des AGRAIN et ceux des SOLIGNAC au sein de la seigneurie des UBAS. Il hérite de sa tante Alix de SOLIGNAC, qui lui lègue par testament les possessions de la branche cadette des Seigneurs de SOLIGNAC : les UBAS, le HUEDOUR, PRATAZANIER, une partie des territoires de BORNE. Il reçoit diverses donation de sa sœur Béatris de CHASTEL-VIELH, de la noble Hélis de PEIRA-MALA, et du noble Bertrand GUILHEM. Béraud rend hommage aux Evêques du PUY pour ses possessions en VELAY : sa maison et forteresse d'AUTEYRAC, le mas DEL BOCHET qu'il déclare tenir du Seigneur de SOLIGNAC, et tout ce qu'il avait dans le château de CAYRES.
Liens non établie avec les seigneurs d'Agrain dans le  Velay :
- En 1201, Godefroy de Cayres, seigneur d'Agrain.
- En 1277, Bertrand d'Agrain, chevalier habite le château d'Agrain.
- En 1370, autre Bertrand d'Agrain est témoin d'un acte passé par Godefroy de Cayres.

En 1768, D'Hozier, juge d'armes de France reconnait sur pièces la noblesse et la filiation de la famille d'Agrain des Ubas jusqu'à  Nicolas d'Agrain, seigneur des Ubas, maintenu noble en 1660 et 1668.
Thèse  du XIXe siècle : rattachement  du chevalier croisé Eustache Grenier à la famille d'Agrain des Ubas :
Le Dictionnaire universel, historique, critique, et bibliographique (1810) de Louis Mayeul Chaudon rattache à la famille d'Agrain le chevalier croisé Eustache Grenier qui est appelé dans cet ouvrage "Dagrain" ou "d'Agrain". Cette hypothèse est reprise à l'époque contemporaine par Michel Des Chaliards dans Les Pagels de l'Ardèche et leurs seigneurs.[réf. à confirmer]
Cette hypothèse de rattachement, apparue en 1810 à l'initiative de l'historien Jean-Louis Giraud-Soulavie, a été ensuite contestée ou mise en doute[réf. à confirmer] :
- Albin Mazon écrit en 1893 :

« Charles d'Agrain était fort entiché de l'ancienneté de sa famille sans oser cependant la faire remonter au-delà du XIVe siècle, puisque ses titres de famille s'arrêtaient à cette époque. Soulavie qui avait lu les historiens des croisades peut être de bonne foi sous l'influence d'une quasi similitude de nom eut l'idée de la rattacher à un personnage marquant de cette lointaine époque Eustache Granarius ou Grener, prince de Sidon et de Césarée et régent du royaume de Jérusalem pendant la captivité de Baudoin en 1123. L'identification des deux familles fut opérée au moyen d'une notice biographique qui figure au mot Dagrain dans la Biographie universelle publiée par Prudhomme en 1810 et toutes les Biographies générales l'ont répétée depuis. Bien plus, elle a été en quelque sorte officiellement consacrée par l'inscription à la salle des Croisades du Musée de Versailles d'Eustache Granarius sous le nom d'Agrain avec l'attribution à Granarius des armoiries de la famille d'Agrain. Cette identification n'en est pas moins dépourvue de toute preuve. On peut voir en effet par les titres de la famille d'Agrain des Hubas que ses membres connus ne remontent pas au-delà du XIVe siècle et que leur nom était Agrenius. Nous pouvons ajouter d'après les papiers du dernier comte d'Agrain que ni celui-ci ni personne de sa famille ne soupçonnait avant 1805 l'illustre origine dont Soulavie le gratifia puisque c'est le 10 février de cette année que Charles d'Agrain dans une lettre à son père qui habitait Langogne, Lozère, raconte la grande découverte qu'il vient de faire dans les chroniqueurs des Croisades de la personne et des hauts faits d'Eustache d'Agrain[réf. à confirmer]. »
- Louis de la Roque écrit en 1882 :

« Cette famille qui habitait le Vivarais au XVIIe siècle parait avoir pour lieu d’origine la terre d’Agrain dans le même pays, mais elle n’établit pas d’une manière positive qu’elle descende des anciens seigneurs de cette terre et qu’elle soit une branche de la maison à laquelle appartenait Eustache d’Agrain. Cependant les historiens la considèrent en général comme issue d'une souche commune avec la maison des princes de Césarée mais ils n ont jamais apporté aucune preuve à l'appui de cette opinion La seule présomption que l'on puisse invoquer est le privilège dont jouissait le chef de la maison d'Agrain des Ubaz de porter l'épée nue à la procession de Notre Dame du Puy, privilège qui suppose des services rendus à l'église. La maison d Agrain des Ubaz a prouvé sa filiation en 1668 devant l'intendant de Languedoc depuis Bérard d'Agrain qui épousa en 1365 Catherine de Vernon[réf. à confirmer]. »
.
 
- Pour les abbés Jarrot et Pontvianne auteur de La seigneurie d'Agrain en Velay (1901) « Aucun lien historiquement constaté n'existe entre la famille d'Agrain des Hubas et le croisé Eustache d'Agrain en 1123[réf. à confirmer][7] ».

## Généalogie simplifiée
I. Béraud d'Agrain, co-seigneur de Vernon, marié le 10 juin 1365 à Catherine de Vernon, dame dudit lieu fille unique et héritière de Raymond de Vernon, dont :
II. Jean d'Agrain, seigneur des Ubas (alias Hubacs) et de Vernon. Il rend hommage au vicomte de Polignac en 1411. Marié en 1403 à Éléonor Bourbat, dont :
III. Pierre d'Agrain, seigneur des Ubas, coseigneur de Vernon, marié le 7 novembre 1444 à Jeanne de la Motte-Brion, il fait le 15 octobre 1493 une donation à son fils qui suit :
IV. Eustache d'Agrain, Seigneur des Ubas, marié le 15 octobre 1493 à Charlotte de Jurquet de Montjésieu, dont :
V. Gaspard d'Agrain, seigneur des Ubas, marié en 1530 à Marguerite de Prunet, mort avant 1600, dont :
VI. Jean d'Agrain, seigneur des Ubas, co-seigneur de Vernon et de Valgorge, (décédé en 1640), marié en 1611 à Louise de Beaumont et en 1619 à Louise de Chastel de Condres, il rend hommage le 27 septembre 1639 et le 29 avril 1641, dont  du deuxième mariage :
VII. Nicolas d'Agrain, seigneur des Ubas, Vernon et Chazeaux, marié en 1659 Anne de Hautefort de Lestrange. Il est maintenu dans sa noblesse par jugement du 13 décembre 1668, dont Jean, auteur de la branche aînée, Christophe, auteur d'une branche cadette :
VIII. Jean d'Agrain, seigneur des Ubas, (1735-), marié en 1693 à Louise de Beaumont de Brisson, , dont :
IX. Joseph d'Agrain, seigneur des Ubas, (1697-) marié en 1730 à Marie de Perrotin de Marichard, dont :
X. Louis-François d'Agrain, (1735-) seigneurs des Ubas, marié en 1754 à Marie-Anne de Milhet, dont :
XI. Philippe-Charles d'Agrain des Ubas, (1768-1828), marié à Marie-Pétronille BLisset-Roger's, dont :
XII. Gustave-Charles-Hippolyte d'Agrain des Ubas, (1798-1828).
VIII. Christophe d'Agrain des Ubas, marié en 1708 à Marie-Anne de Jossouin, dont :
IX. Jean-Baptiste d'Agrain des Hubas, seigneur de Puech, marié en 1737 à Marie-Louise de Beauvoir du Roure, dont :
X. Jean-Baptiste d'Agrain des Hubas, seigneur de Saint-Alban et des Vans, marié en 1772 à Anne-Julie de Martigny, dont :
XI. Eugénie-Julie d’Agrain, née en 1774, dernière de sa branche. Admise comme pensionnaire à la Maison royale de Saint-Cyr.

## Illustrations familiales
- Pierre d'Agrain, évêque de Meaux en 1461,  abbé du monastère de Sarlat en l47l.
- Jean d'Agrain, qui sert dans l'armée du prince de Condé, major au régiment du Roure cavalerie en 1639.
- Christophe d'Agrain, commandant pour le roi de la ville et citadelle d Auxonne.
- Henri d'Agrain, chanoine-comte de Brioude en 1748.
- Philippe Charles d'Agrain des Ubas, (1768-1828)  chevalier de Saint Louis et de la Légion d'honneur, sous-préfet de Belfort (1823-1828), marié à Marie-Pétronille Blisset-Roger's (née à Bois-Le-Duc Hollande, le 17 février 1781). D'où un fils décédé. En 1839, sa veuve, sans ressources obtient une pension annuelle et viagère de 125 francs[11].

## Armes

D'azur au chef d'or

## Alliances
La famille d'Agrain des Ubas a entre autres formé des alliances avec les de Vernon (1365), Bourbat (1400), de La Motte-Brion (1454), de Jurquet de Montjésieu (1503), de Prunet (1550), de Ginestous(1565), de Beaumont (1601), de Chastel de Condres (1609), de Hautefort de Lestranges (1659), de Beaumont de Brisson (1693), de Jossouin (1708), de Perottin de Marichard (1730), de Beauvoir du Roure (1737), de Milhet (1754), de Martigny (1772), de Foudras, Blisset-Roger's…